# Tour Down Under
Tour Down Under este o cursă de ciclism în și în jurul orașului Adelaide, Australia de Sud. Cursa atrage câțiva cicliști din întreaga lume. În 2005, Tour Down Under a fost promovat de către Uniunea Ciclistă Internațională ca și cursa cu cea mai mare importanță din afara Europei. În 2007, premierul Mike Rann și Ministrul Turismului Jane Lomax Smith au lansat o campanie pentru ca Tour Down Under să devină prima cursa din afara Europei care să aibă un statut sigur în cadrul ProTour. Statutul ProTour asigură prezența în competiție a tuturor echipelor importante din lume. [1] În 2008, Tour Down Under a devenit primul concurs ProTour în Australia, iar în anul următor a devenit evenimentul inaugural al calendarului Circuitului mondial UCI. 
În septembrie 2008, Rann a anunțat că Lance Armstrong va reveni în ciclism la cursa din 2009. Participarea lui Armstrong a dublat numărul de vizitatori s-a dublat, impactul economic s-a mărit mai mult de două ori (de la 17,3 milioane $ în 2008 la 39 milioane $ în 2009) iar interesul mass-media a crescut de cinci ori. Tour Down Under din 2010 a fost numit Cel mai bun eveniment major al Australiei pentru al doilea an la rând în cadrul Premiilor de Turism Qantas. Armstrong a participat trei ani consecutivi în acest concurs, retrăgându-se după 2011. Tour Down Under 2011 a avut un impact economic de 43 de milioane $ și mulțimi de mai mult de 782.000 de persoane.  În 2013, a atras mai mult de 760.400 de oameni în Adelaide și ]n regiunea Australiei de Sud ]n opt zile, inclusiv 40.000 de vizitatori din afara statului Australia de Sud și din alte țări.

## Istoric

### Lista câștigătorilor
| An   | Câștigător        | Locul doi          | Locul trei         |           |
| ---- | ----------------- | ------------------ | ------------------ | --------- |
| 1999 | Stuart O'Grady    | Jesper Skibby      | Magnus Bäckstedt   |           |
| 2000 | Gilles Maignan    | Stuart O'Grady     | Steffen Wesemann   |           |
| 2001 | Stuart O'Grady    | Kai Hundertmarck   | Fabio Sacchi       |           |
| 2002 | Michael Rogers    | Alexander Bocharov | Patrick Jonker     |           |
| 2003 | Mikel Astarloza   | Lennie Kristensen  | Stuart O'Grady     |           |
| 2004 | Patrick Jonker    | Robbie McEwen      | Baden Cooke        |           |
| 2005 | Luis León Sánchez | Allan Davis        | Stuart O'Grady     |           |
| 2006 | Simon Gerrans     | Luis León Sánchez  | Robbie McEwen      |           |
| 2007 | Martin Elmiger    | Karl Menzies       | Lars Bak           |           |
| 2008 | André Greipel     | Allan Davis        | José Joaquín Rojas |           |
| 2009 | Allan Davis       | Stuart O'Grady     | José Joaquín Rojas |           |
| 2010 | André Greipel     | Luis León Sánchez  | Greg Henderson     |           |
| 2011 | Cameron Meyer     | Matthew Goss       | Ben Swift          |           |
| 2012 | Simon Gerrans     | Alejandro Valverde | Tiago Machado      |           |
| 2013 | Tom-Jelte Slagter | Javier Moreno      | Geraint Thomas     |           |
| 2014 | Simon Gerrans     | Cadel Evans        | Diego Ulissi       |           |
| 2015 | Rohan Dennis      | Richie Porte       | Cadel Evans        |           |
| 2016 | Simon Gerrans     | Richie Porte       | Sergio Henao       |           |
| 2017 | Richie Porte      | Esteban Chaves     | Jay McCarthy       |           |
| 2018 | Daryl Impey       | Richie Porte       | Tom-Jelte Slagter  |           |
| 2019 | Daryl Impey       | Richie Porte       | Wout Poels         |           |
| 2020 | Richie Porte      | Diego Ulissi       | Simon Geschke      |           |
| 2021 | cancelled         | cancelled          | cancelled          | cancelled |
| 2022 | cancelled         | cancelled          | cancelled          | cancelled |
| 2023 | Jay Vine          | Simon Yates        | Pello Bilbao       |           |
| 2024 | Stephen Williams  | Jhonatan Narváez   | Isaac Del Toro     |           |
| 2025 | Jhonatan Narváez  | Javier Romo        | Finn Fisher-Black  |           |

Stuart O'Grady (1999 și 2001) și André Greipel (2008 și 2010) au câștigat Tour Down Under de două ori. Simon Gerrans a câștigat de trei ori (2006, 2012 și 2014). Nici un câștigător nu și-a apărat cu succes titlul.

### Câștigători pe țară
| #  | Țară          | Victorii |
| -- | ------------- | -------- |
| 1. | Australia     | 14       |
| 2. | Germania      | 2        |
| 2. | Spania        | 2        |
| 2. | Africa de Sud | 2        |
| 4. | Franța        | 1        |
| 4. | Țările de Jos | 1        |
| 4. | Elveția       | 1        |

## Legături externe
- en Site web oficial